# مایکل گاف
فرانسیس مایکل گاف (به انگلیسی: Francis Michael Gough)، (زادهٔ ۲۳ نوامبر ۱۹۱۶ - درگذشتهٔ ۱۷ مارس ۲۰۱۱)، هنرپیشه انگلیسی بود که در بیش از ۱۵۰ فیلم و سریال نقش‌آفرینی کرده‌است.

## زندگی
وی در خانواده‌ای بریتانیایی در کوالالامپور زاده شد و در سن ۹۴ سالگی پس طی یک دوره بیماری کوتاه، در لندن درگذشت.

## جایزه‌ها
از جمله نقش‌های به یاد ماندنی این بازیگر نامزد جایزهٔ بفتا می‌توان به حضورش در نقش آلفرد پنی‌ورث در سری فیلم‌های بتمن تیم برتون اشاره کرد.

## بخشی از فیلم‌شناسی
- آنا کارنینا (۱۹۴۸)
- باج‌گیری (۱۹۵۱)
- مردی با لباس سفید (۱۹۵۱)
- ریچارد سوم (۱۹۵۵)
- رسیدن به آسمان (۱۹۵۶)
- دراکولا (۱۹۵۸)
- آقای توپاز (۱۹۶۱)
- شبح اپرا (۱۹۶۲)
- خانه وحشت دکتر ترور (۱۹۶۵)
- دکتر هو (۱۹۶۶)
- زنان عاشق (۱۹۶۹)
- ژولیوس سزار (۱۹۷۰)
- واسطه (۱۹۷۱)
- بازداشتگاه کلدیتز (۱۹۷۲)
- مسیحای وحشی (۱۹۷۲)
- گالیلئو (۱۹۷۴)
- پسران برزیل (۱۹۷۸)
- زهر (۱۹۸۱)
- باری دیگر برایدزهد (۱۹۸۱)
- متصدی لباس (۱۹۸۳)
- فوق سری! (۱۹۸۴)
- بلوز آکسفورد (۱۹۸۴)
- خارج از آفریقا (۱۹۸۵)
- کاراواجو (۱۹۸۶)
- ماشنکا (۱۹۸۷)
- پروتوکل چهارم (۱۹۸۷)
- بتمن (۱۹۸۹)
- بی‌بند (۱۹۸۹)
- باغ (۱۹۹۰)
- بازگشت بتمن (۱۹۹۲)
- ویتگنشتاین (۱۹۹۳)
- عصر معصومیت (۱۹۹۳)
- نوسترآداموس (۱۹۹۴)
- کشف‌نشده (۱۹۹۴)
- بتمن برای همیشه (۱۹۹۵)
- بتمن و رابین (۱۹۹۷)
- اسلیپی هالو (۱۹۹۹)
- باغ آلبالو (۱۹۹۹)
- عروس مرده (۲۰۰۵)
- آلیس در سرزمین عجایب (۲۰۱۰)